# Triandáfyllos Mitafídis
Triandáfyllos Mitafídis (en grec moderne : Τριαντάφυλλος Μηταφίδης), né le 17 décembre 1947 à Thessalonique en Grèce, est un homme politique grec.

## Biographie
Aux élections législatives grecques de janvier 2015, il est élu député au Parlement grec sur la liste de la SYRIZA dans la première circonscription de Thessalonique.